# Lopavșe, Demîdivka
Lopavșe (în ucraineană Лопавше) este un sat în comuna Vîceavkî din raionul Demîdivka, regiunea Rivne, Ucraina.

## Demografie
Componența lingvistică a localității Lopavșe
     Ucraineană (98,39%)
     Belarusă (1,01%)
     Alte limbi (0,6%)
Conform recensământului din 2001, majoritatea populației localității Lopavșe era vorbitoare de ucraineană (98,39%), existând în minoritate și vorbitori de belarusă (1,01%).